# Belgie na Letních olympijských hrách 1924
Belgie se účastnila Letní olympiády 1924 ve francouzské Paříži. Zastupovalo ji 172 sportovců (166 mužů a 6 žen) v 17 sportech.

## Medailisté
| Medaile | Jméno | Sport      | Soutěž                              |
| ------- | --- | ---------- | ----------------------------------- |
| Zlato   | Jean Delarge | Box        | Muži váha lehká střední do 66,7 kg  |
| Zlato   | Charles Delporte | Šerm       | Muži kord - jednotlivci             |
| Zlato   | Léon Huybrechts | Jachting   | Třída Finn                          |
| Stříbro | Henri Hoevenaers | Cyklistika | Muži silniční závod jednotlivců     |
| Stříbro | Jean Van Den Bosch Henri Hoevenaers Alphonse Parfondry | Cyklistika | Družstvo mužů - hromadný start      |
| Stříbro | Fernand de Montigny Albert De Rooker Maurice Van Damme Désiré Beaurain Marcel Berré Charles Crahay                                                            | Šerm       | Družstvo mužů fleret                |
| Stříbro | Fernand de Montigny Ernest Gevers Léon Tom Paul Anspach Joseph de Craecker Charles Delporte                                                                   | Šerm       | Družstvo mužů kord                  |
| Stříbro | Joseph De Combe | Plavání    | Muži 200 m prsa                     |
| Stříbro | Gérard Blitz Maurice Blitz Albert Durant Joseph de Combe Joseph Pletinckx Joseph Cludts Georges Fleurix Paul Gailly Pierre Dewin Jules Thiry Pierre Vermetten | Vodní polo | Družstvo mužů                       |
| Stříbro | Pierre Ollivier | Zápas      | muži, volný styl do 79 kg           |
| Bronz   | Joseph Beecken | Box        | Muži váha střední do 72,6 kg        |
| Bronz   | Jean Van Den Bosch Léonard Daghelinckx Henri Hoevenaers Fernand Saive                                                                                         | Cyklistika | Družstvo mužů stíhací závod 4 000 m |
| Bronz   | Maurice Van Damme | Šerm       | Muži fleret                         |